# 山新建装
山新建装（やましんけんそう）は、山形県山形市に本社を置く山新グループの企業である。

## 概要
1968年9月に山新観光の一部門より独立し、当時山形市旅篭町にあった山形新聞放送会館で山新工芸としての営業を開始。1970年6月に本社・工場を山形市下条町へ移転し、同時に商号を山新インテリアと改める。1980年9月に一級建築士事務所を構え、同時に商号を山新建装に変更した。1988年東菱機械と合併した。

## 業務内容
- 商店・ショッピングセンター等の企画・設計・管理・施工
- ショールーム設計
- サイン・ディスプレイ制作
- イベント企画
- 文化施設等のメンテナンス